# Ferber (cràter)
Ferber és un cràter d'impacte en el planeta Venus de 23,1 km de diàmetre. Porta el nom d'Edna Ferber (1887-1968), escriptora estatunidenca, i el seu nom va ser aprovat per la Unió Astronòmica Internacional el 1991.